# James Roberts
James Roberts (ur. 25 czerwca 1932 w Liverpoolu, zm. 1 listopada 2020) – angielski rugbysta grający na pozycji skrzydłowego, reprezentant kraju, dwukrotny triumfator Pucharu Pięciu Narodów.
Studiował inżynierię w Christ’s College wchodzącym w skład University of Cambridge, gdzie reprezentował barwy uniwersyteckiego zespołu rugby, w tym trzykrotnie (1952–1954) w Varsity Match przeciwko drużynie z Oxford. Po studiach reprezentował klub Old Millhillians RFC, hrabstwo Middlesex (dwukrotnie docierając do finału mistrzostw angielskich hrabstw notując w nich porażkę i zwycięstwo) oraz zespół London Counties w meczach z wizytującymi reprezentacjami z południowej półkuli. Po przeprowadzce do Manchesteru grał z kolei dla Sale od 1960 do 1965 roku, gdy zakończył karierę sportową.
W latach 1960–1964 rozegrał osiemnaście testmeczów dla angielskiej reprezentacji zdobywając sześć przyłożeń. W tym czasie zespół triumfował w Pucharze Pięciu Narodów w roku 1963 oraz trzy lata wcześniej wspólnie z Francuzami. W latach 1959–1963 zapraszany był do gry w barwach Barbarians.